# 鳥羽の火祭り
鳥羽の火祭り（とばのひまつり）は、毎年2月第2日曜日に愛知県西尾市鳥羽町の鳥羽神明社にて行われる祭（火祭り）である。

## 概要

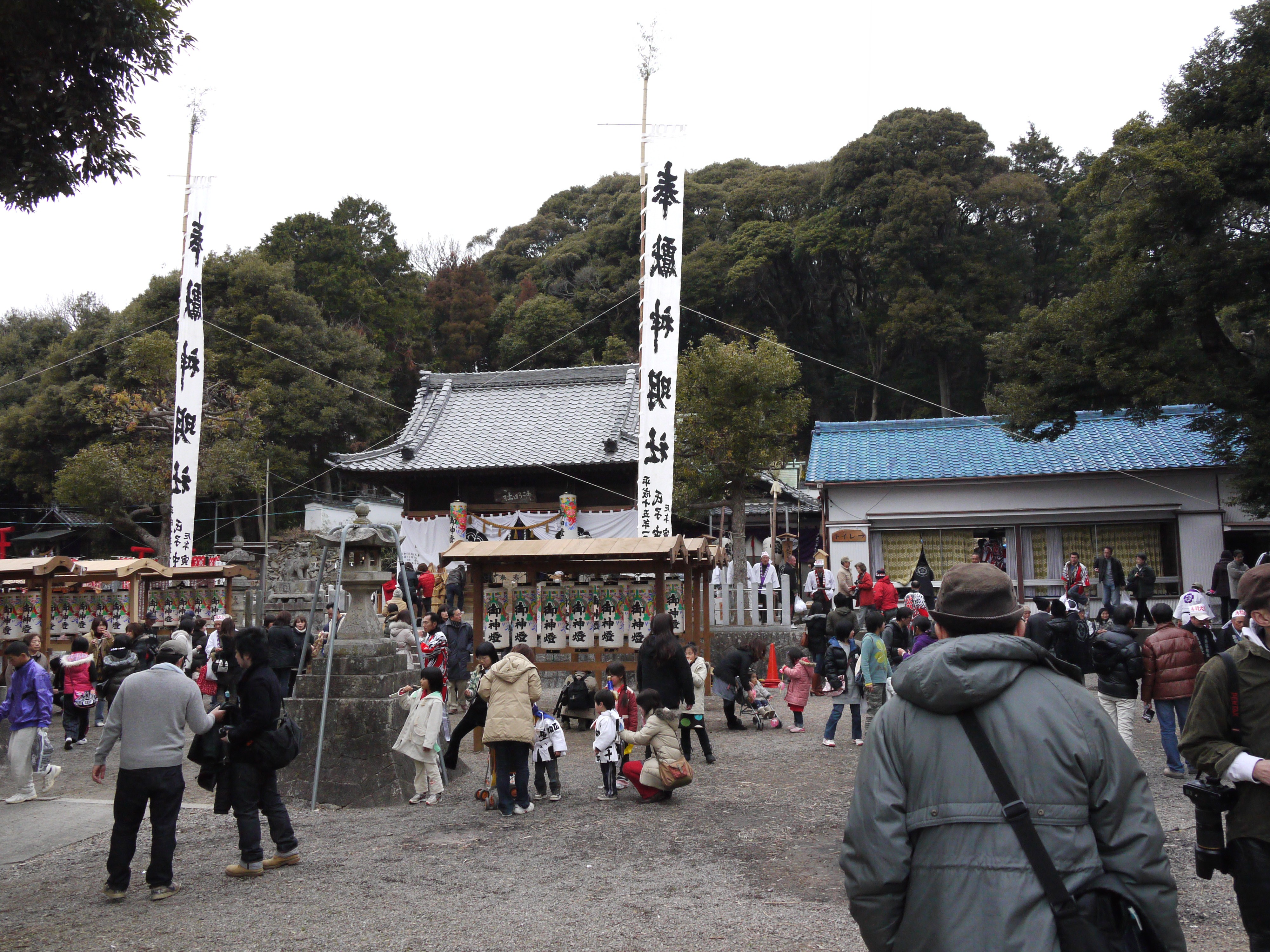
鳥羽神明社の境内

祭りの起源は定かではないが、約1200年前の大同年間（806年 - 810年）に始まったとされる。
長いあいだ、旧暦の1月7日に行われていたが、1970年から2月の第2日曜日に行われるようになった。
2004年2月16日、国の重要無形民俗文化財に指定された。
祭りでは鳥羽神明社の西を流れる水路（宮西川）を境に鳥羽地区を東西に分け、西を「福地（ふくじ）」、東を「乾地（かんじ）」と呼ぶ。それぞれの地区から1人ずつ選ばれた原則25歳の厄年の男性「神男（しんおとこ）」が、祭りの中心を務める。前年の神男は「添え棒」といい、その年の神男を補佐し、指導する。
本番当日の朝、神男は身を清めるため、氷水でみそぎを行う。さらに午後、神男と他の奉仕者はふんどし姿で三河湾に入り、みそぎを行う。
祭りのシンボルは「すずみ」と呼ばれる5メートルの造形物で、2基つくられる。すずみを1基つくるにはススキが2トン、青竹が60本必要とされる。すずみを突き刺す「ゆすり棒」は松の木からつくられる。「すずみ」2基に火がつけられ、神男と、かぶる頭巾の形から「ネコ」と呼ばれる奉仕者が「すずみ」の中に飛び込んで神木と十二縄を競って取り出す。その勝敗により、その年の天候と豊凶や作物の出来具合を占う。
西尾市立一色学びの館には鳥羽の火祭りに関する常設展示がある。

## ギャラリー

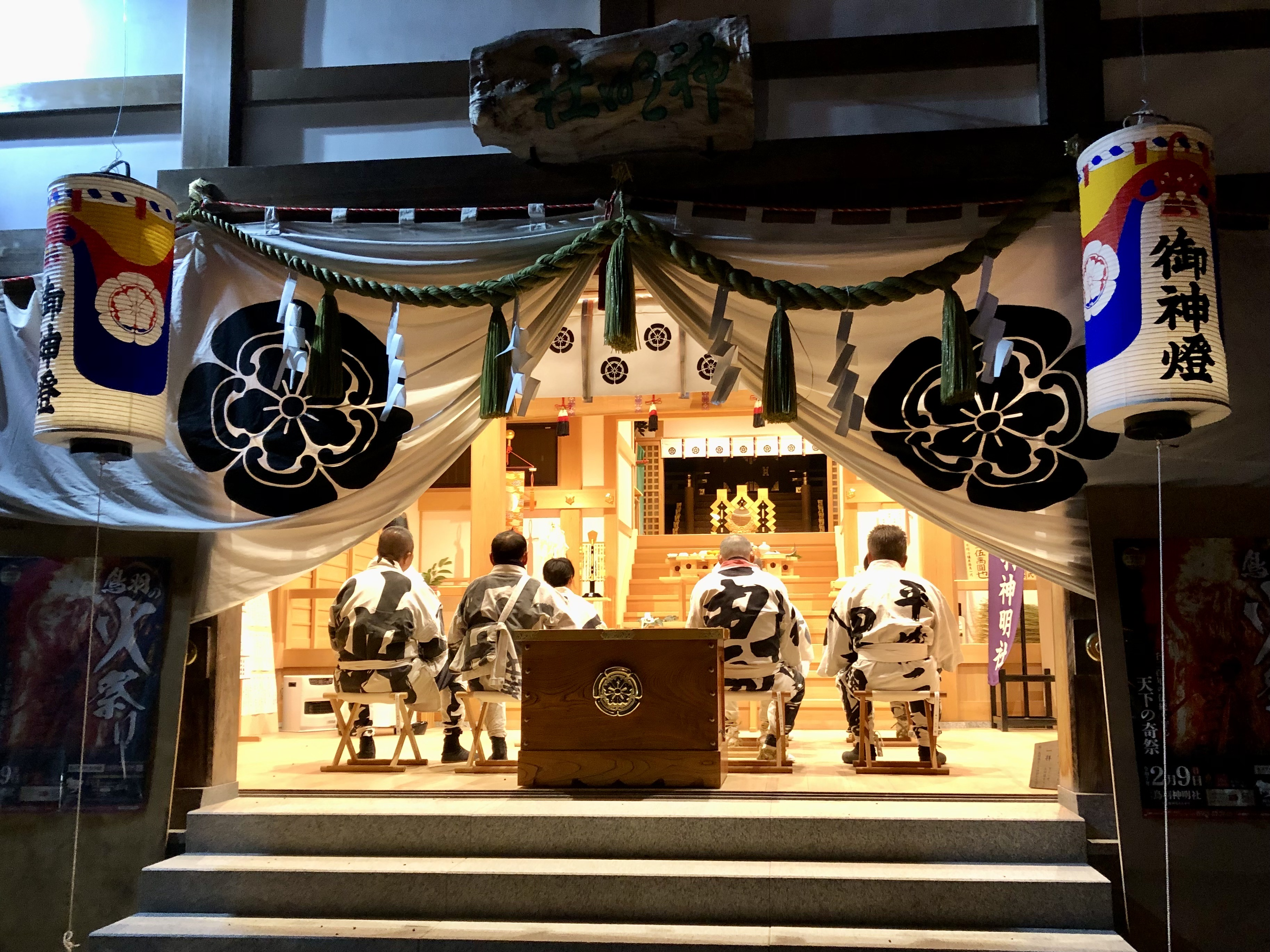
お祓いを受ける奉仕者
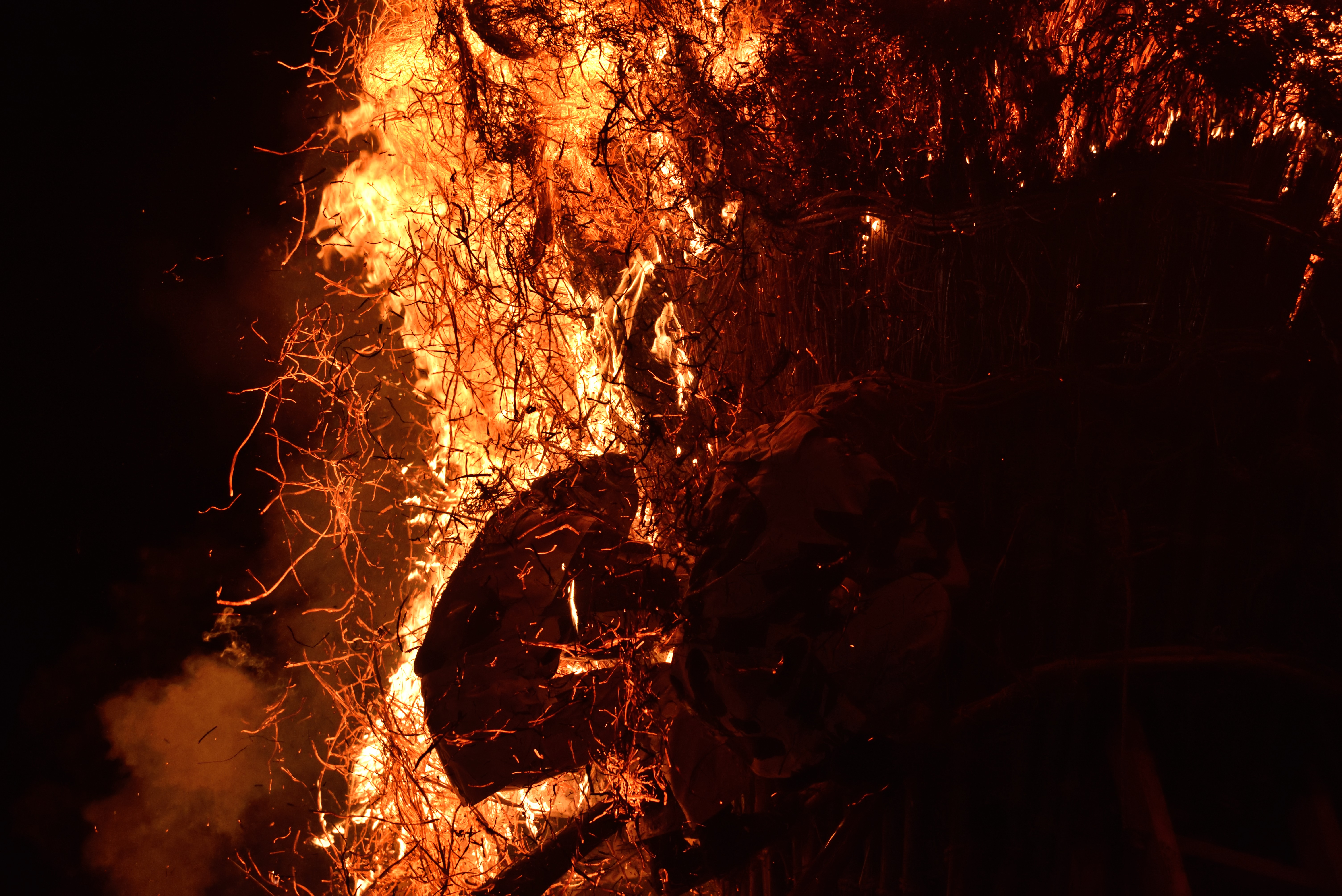
「すずみ」を揺らす奉仕者
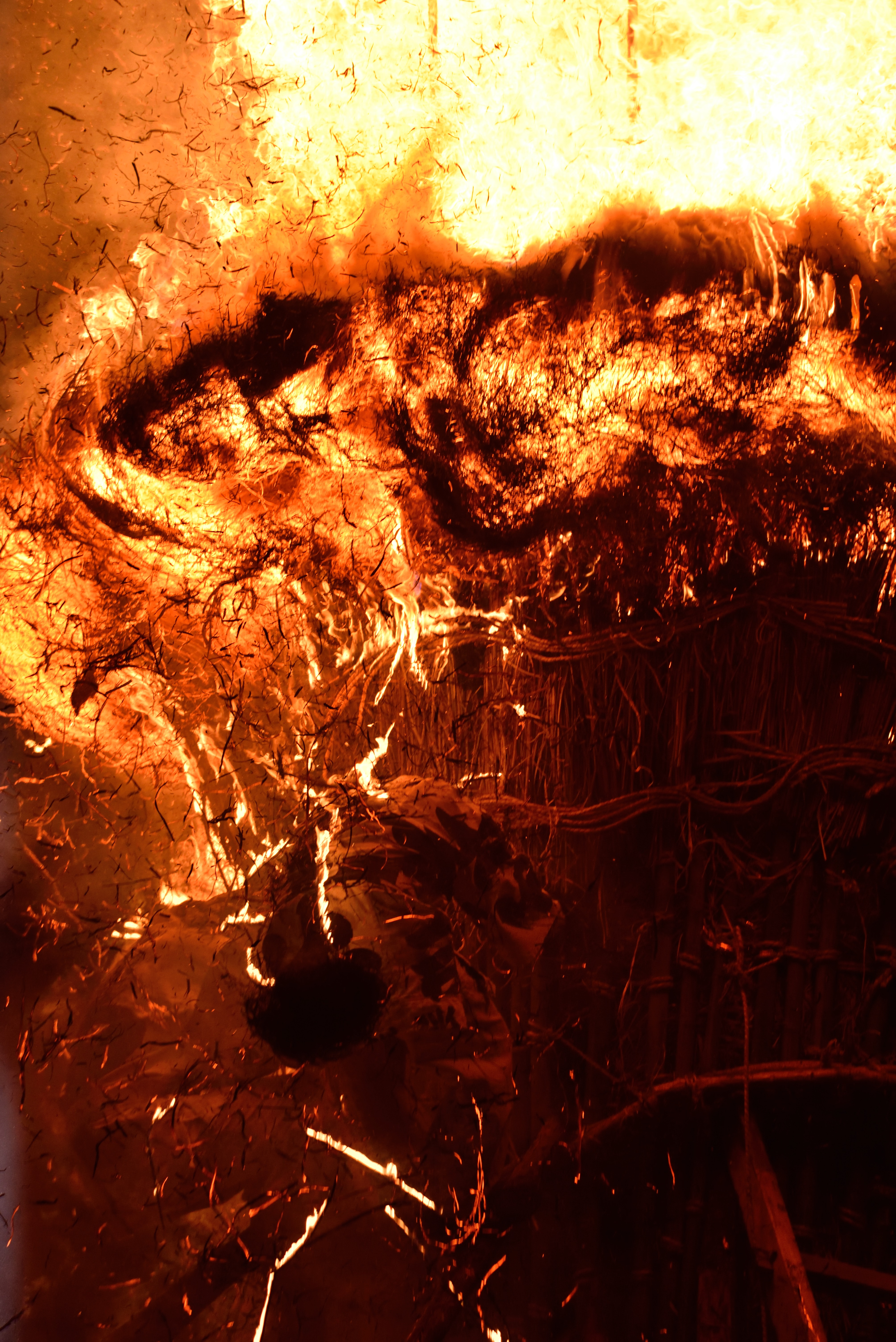
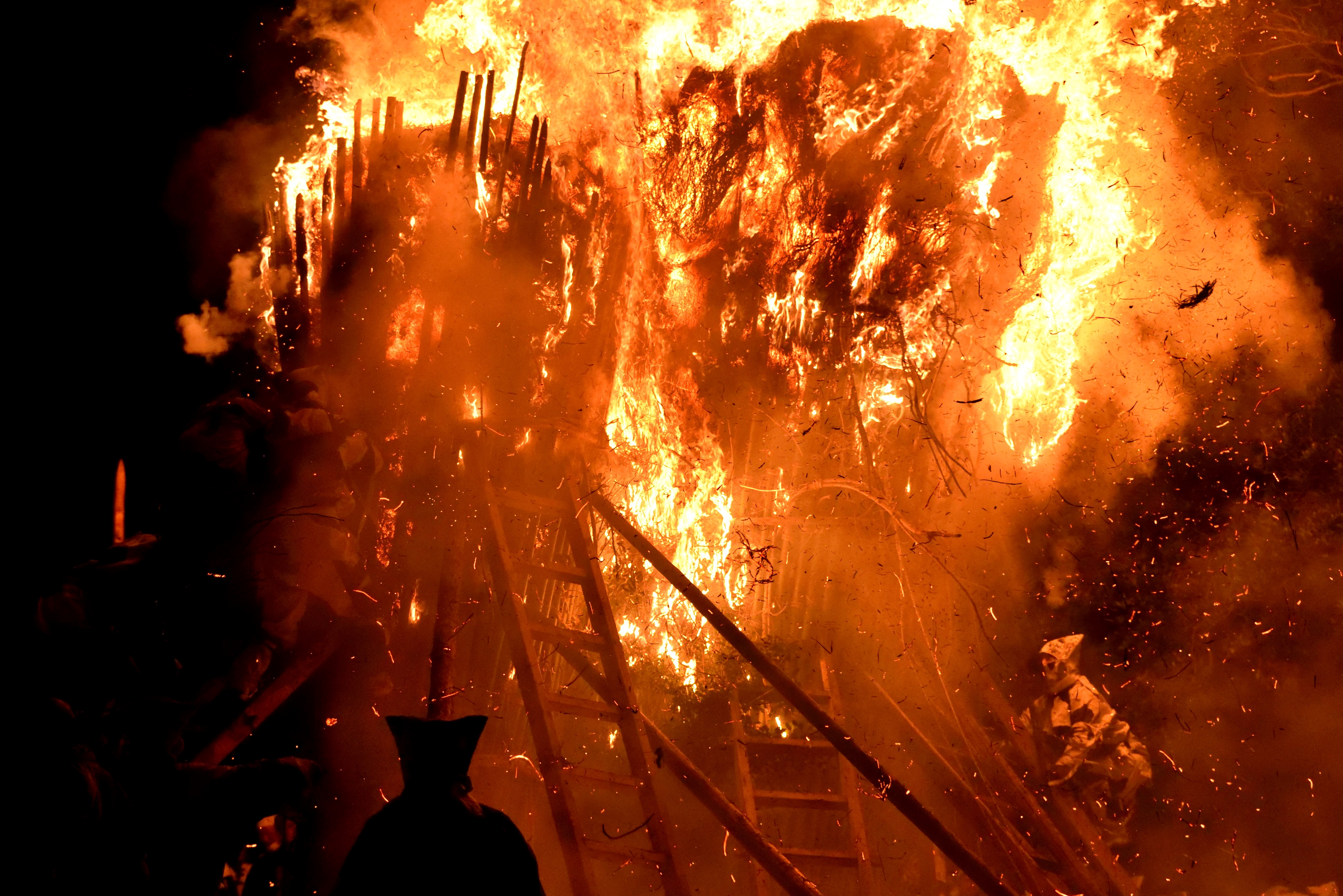
燃え盛る炎の中に飛び込んでいく奉仕者
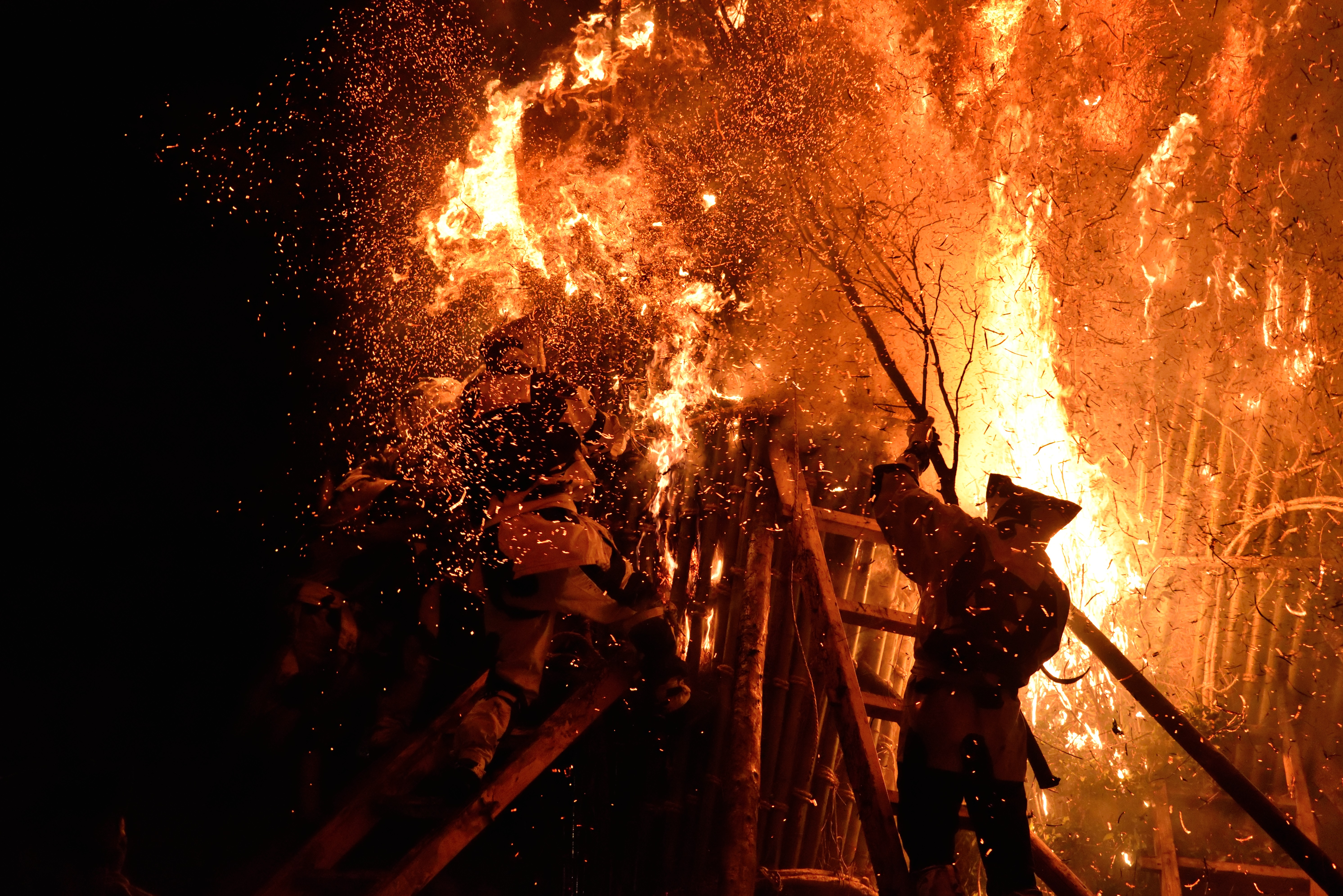
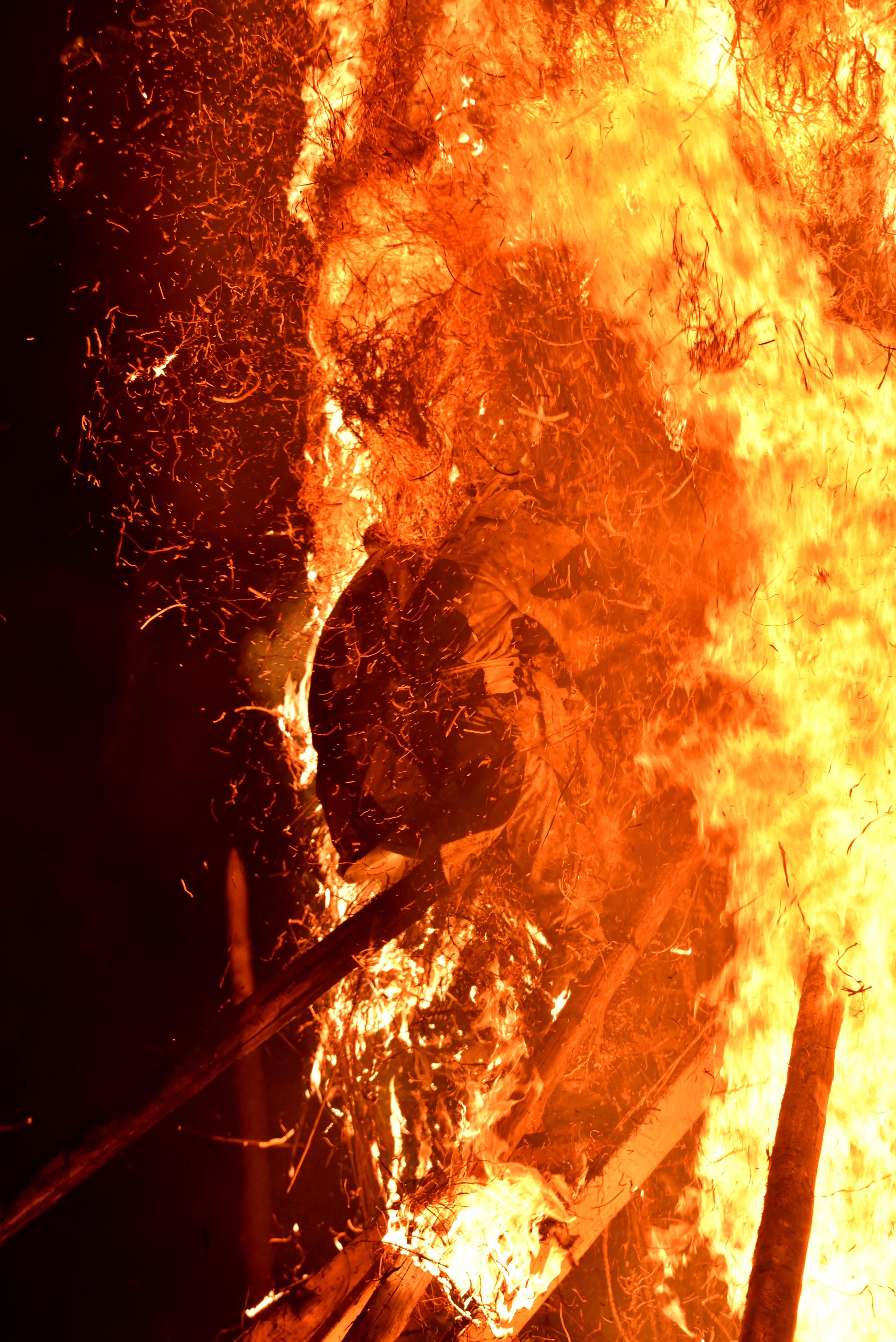
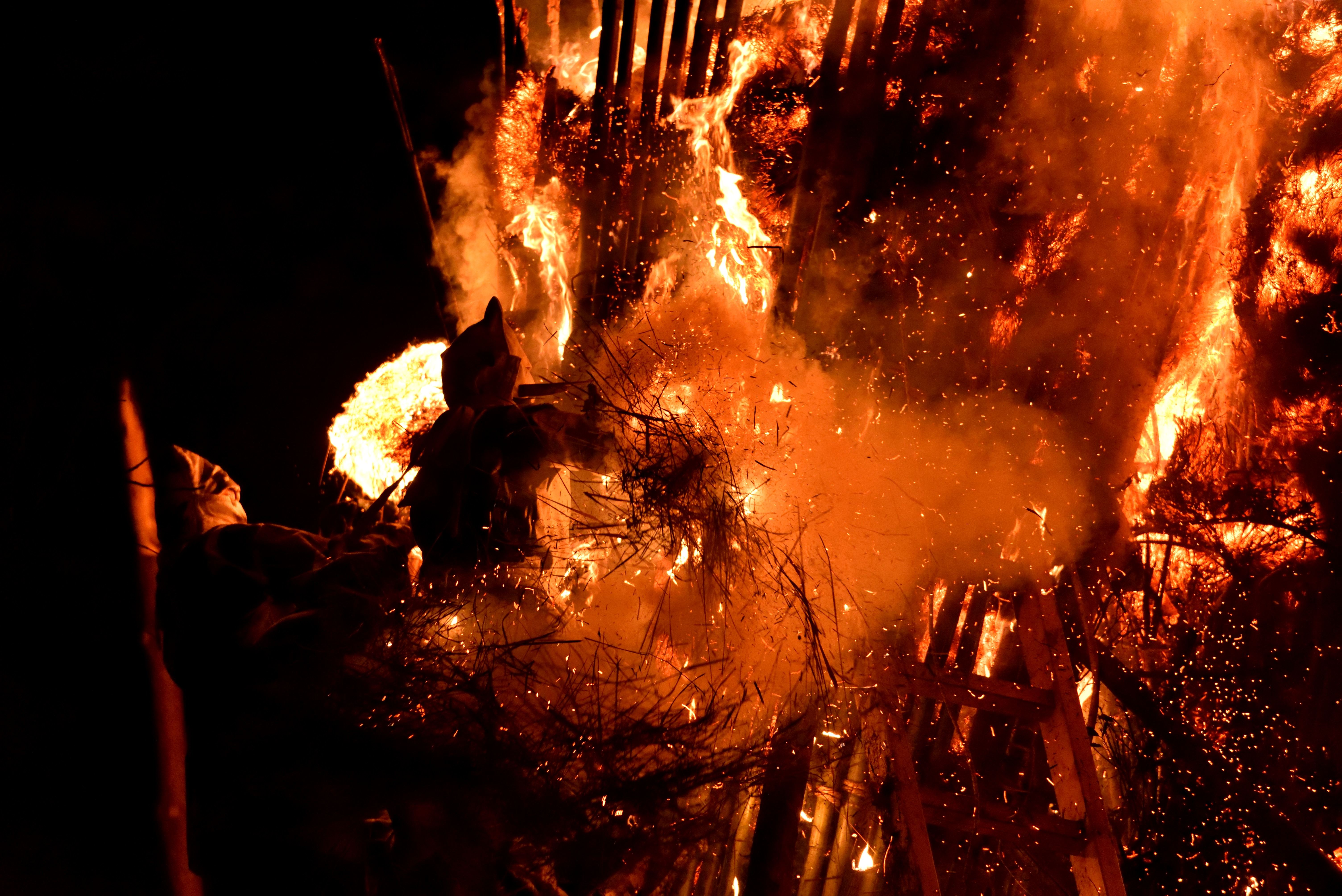
神木と十二縄を取り出す
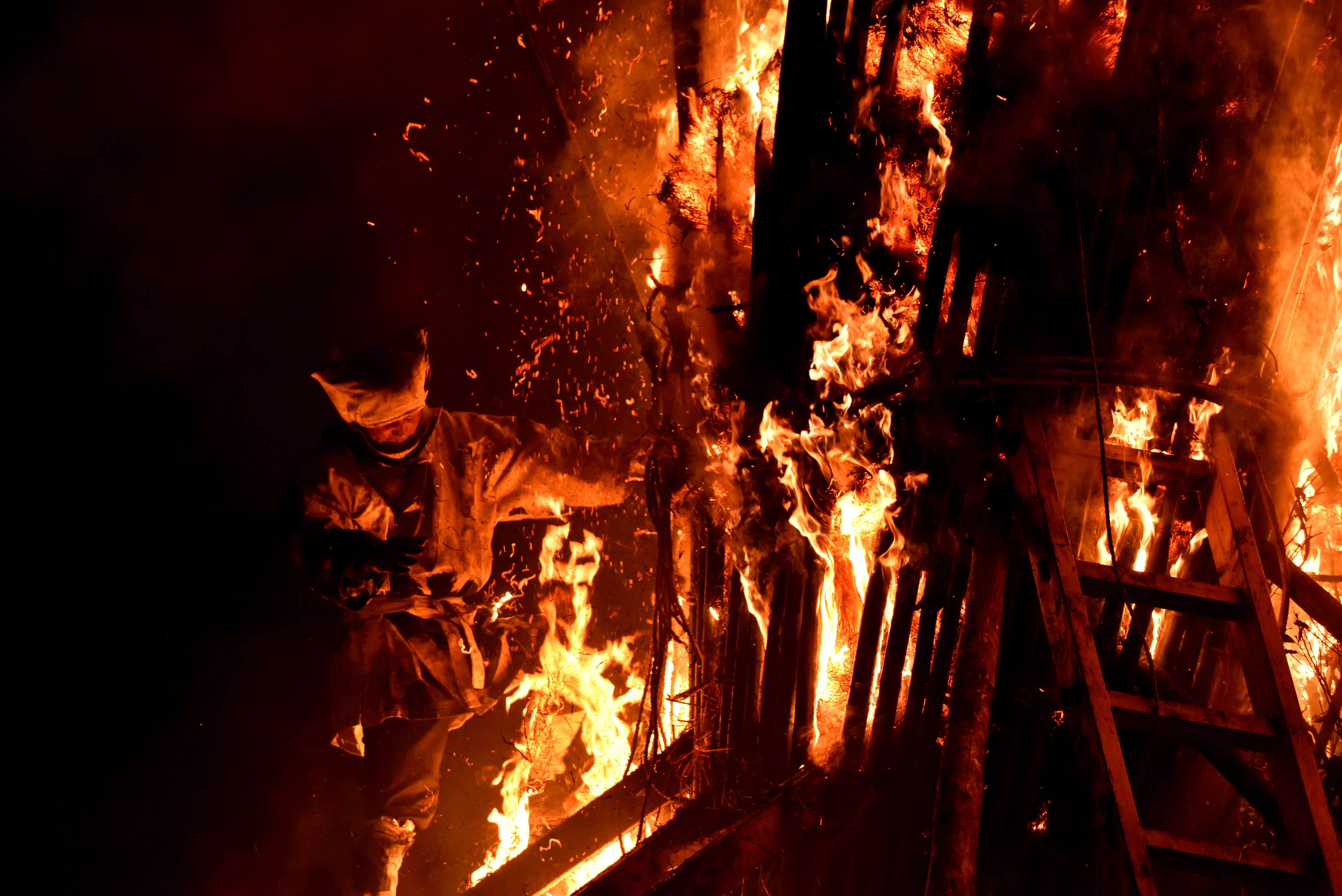